# Ratonero Mallorquín
Der Ratonero Mallorquín (spanisch) oder Ca Rater Mallorquí (katalanisch) ist eine spanische Hunderasse. 2002 wurde er vom spanischen Landwirtschaftsministerium als eigenständige Rasse anerkannt. Eine Anerkennung von der FCI ist noch offen.

## Herkunft und Geschichtliches
Dieser auf Mallorca (Balearen) beheimatete Hund wird als Begleit- und Familienhund, als Rattler (ein Hund, der Haus und Hof frei von Nagern hält) sowie für die Jagd auf Kaninchen verwendet. Der Ratero ist aber auch ein brauchbarer Wachhund. Gegenüber auf dem Festland existiert ebenfalls ein Rattler, der Ratonero Valenciano.

## Beschreibung
Der Ratero ist ein kleiner Hund. Er ist der kleinste unter den ursprünglichen mallorquinischen Hundearten. Seine Körperform ist zierlich und elegant. Die Augen sind die eines Beobachters. Seine Körpergröße erreicht keine 40 cm bei 3–5 kg Gewicht. Das Verhältnis der Körpergröße zur Körperlänge ist beim Rüden 1:1, das heißt, Höhe und Länge sind gleich, man spricht hier von einem Tier mit quadratischem Körper. Hündinnen haben einen etwas längeren Körper. 
Die Haut ist sehr fein und liegt eng an. Das Fell ist kurz und fein. 
Der Farbton ist überwiegend schwarz oder feuerfarben mit unterschiedlichen Tönungsgraden zwischen diesen Farben. Ebenfalls können die Füße und die Brust weiß gefleckt sein, oder der ganze Körper ist weiß mit schwarzen Flecken. Der Kopf ist schwarz und feuerfarben oder ganz feuerfarben. Selten treten Formen mit braunem und feuerfarbenem Fell auf.
Der Kopf des Ratero passt in seinen Proportionen harmonisch zum gesamten Körper des Hundes. Die Länge des Schädels ist fast gleich seiner Breite und länger als die Schnauze. Der Volumenunterschied zwischen Schädel und der Schnauze mit Scherengebiss sticht sehr hervor. Die Augen sind rund, groß und etwas hervorstehend. Die Ohren sind gerade aufgerichtet und von mittlerer Größe. Sie haben die Form eines spitzen Dreiecks. Sie ragen im Stadium der Aufmerksamkeit nicht über das seitliche Kopfprofil heraus. Die Rute wurde früher kupiert bis zum letzten Wirbel (in den meisten Ländern Europas, so auch in Deutschland, nicht erlaubt).

## Wesen
Robuster unempfindlicher Hund, ist gesellig und passt sich gut an die Haltung in einer Wohnung wie auch auf einem Bauernhof oder Landhaus an. Er hat ein offenes Wesen und ist sehr lebhaft. Als Wachhund erfüllt er zuverlässig seine Aufgabe und kündigt Unbekannte noch vor deren Eintreffen an. Für die Jagd auf Kaninchen wird er mit gutem Erfolg eingesetzt.